# Actinote hoffmanni
Actinote hoffmanni är en fjärilsart som beskrevs av D'almaida 1935. Actinote hoffmanni ingår i släktet Actinote och familjen praktfjärilar. Inga underarter finns listade i Catalogue of Life.